# Agatho von Alexandria
Der Heilige Agatho von Alexandria († 27. Oktober 673 in Alexandria) war von 654 bis 673 der 39. Papst der koptischen Kirche.

## Leben und Wirken
Agatho war ein Schüler seines Vorgängers, der sich während einiger Zeit vor chalkedonensischen Verfolgern verborgen halten musste. In dieser Zeit vertrat ihn Agatho. Tagsüber ging er als Schreiner gekleidet durch die Straßen und Märkte, nachts ging er in der priesterlichen Kleidung in die Häuser und predigte und lehrte die Gläubigen. Erst nachdem die Araber Ägypten erobert hatten, konnte sein Vorgänger ins Amt zurückkehren.
Nach dem Tod seines Vorgängers wurde Abba Agatho zum Papst gewählt. Er stand der Kirche in einer schwierigen Zeit vor. Den Christen wurden schwere Steuern auferlegt. Ein durch Bestechung zum Amt gelangter Gouverneur von Ägypten erließ einen Befehl, dass jeder, der den Patriarchen finde, ihn erschlagen solle. Der Patriarch blieb in seiner Zelle bis zum Tod dieses Gouverneurs.

## Leistungen
In der Amtszeit von Abba Agatho wurde der Bau der St.-Makarius-Kirche in seinem Kloster in der Sketischen Wüste vollendet.

## Gedenken
Sein Gedenktag in der koptischen Kirche ist sein Todestag, der 26. Oktober (Baba 16 nach dem koptischen Kalender).